# Petzl

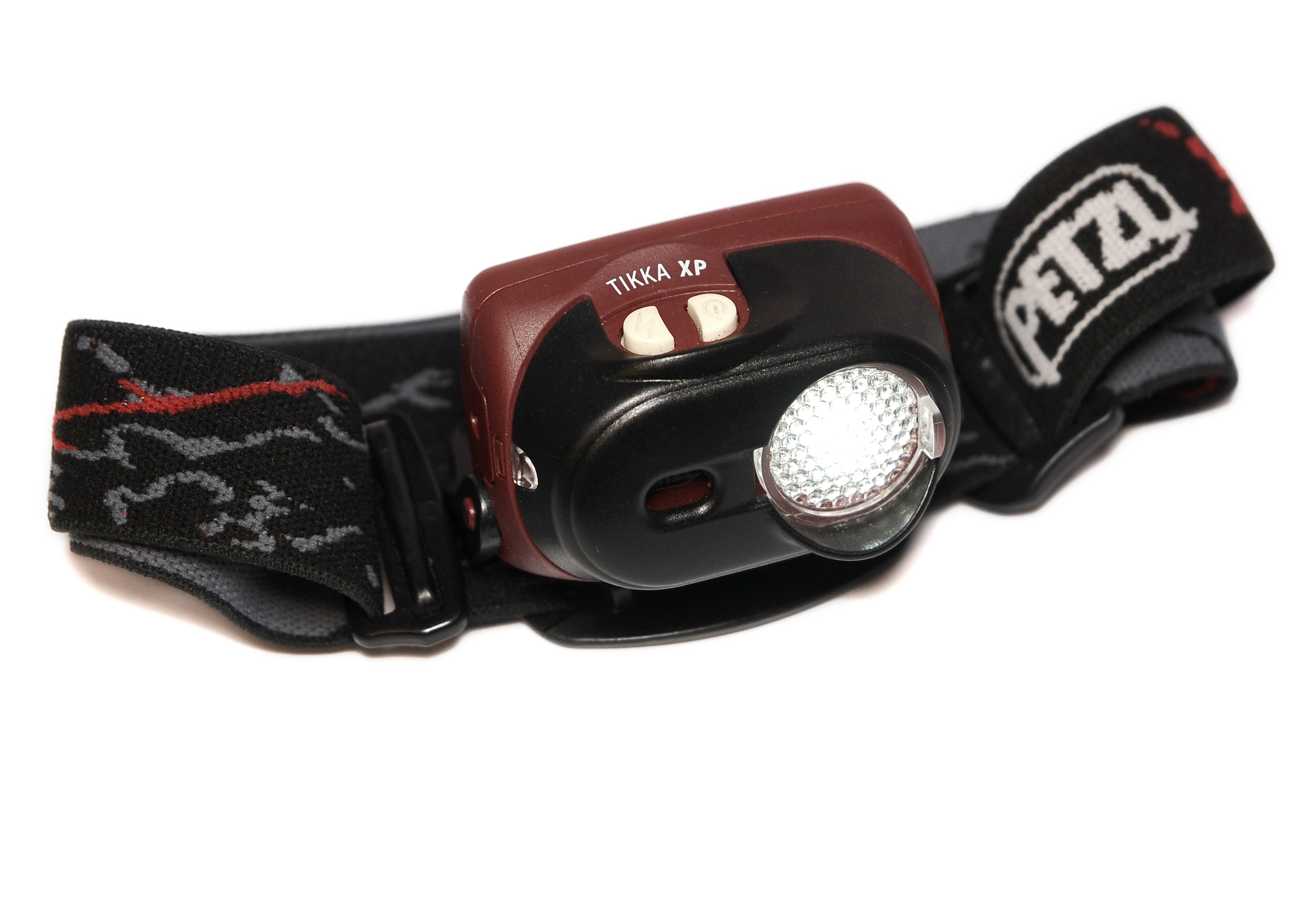
Čelovka Tikka XP vyrobená společností Petzl

Petzl je francouzský výrobce vybavení pro horolezectví, speleologii, a další vertikální aktivity. Dále vyrábí a vyvíjí osobní ochranné pracovní prostředky pro práce ve výškách a nad volnou hloubkou - práce s lanovým přístupem (rope access), arboristika, záchranářství. Sídlí ve městě Crolles (blízko Gronoble) ve Francii. Společnost byla založena jeskyňářským badatelem Fernandem Petzlem v roce 1970.
V České republice zastupuje společnost Petzl firma VERTONE s.r.o. z Jablonce nad Nisou.

## Sortiment
Sportovní vybavení na horolezectví, speleologii, sportovní lezení, běhání a profesionální vybavení pro výškové práce a záchranářství.
Společnost Petzl každoročně vydává katalog materiálu, včetně ilustrovaných návodů k použití výrobků v praxi a varování před nebezpečím. Pro svou názornost se používají jako doplňkové učebnice při horolezectví, výškových pracích a speleologii.

### Produkty pod firemní značkou
Příklady známých výrobků (jiní výrobci je mohou vyrábět pod jiným označením)
- Petzl Stop (hovorově stopetzl) je slaňovací brzda/pomůcka (lano probíhá kladkami a slanění se ovládá pákou
- Croll je prsní blokant pro výstup po laně
- GriGri – jistící a slaňovací brzda s asistovaným brzděním

## Petzl-Charlet Moser
Firma Petzl koupila společnost Charlet Moser, která vyrábí cepíny a mačky a nyní vyrábí tento sortiment pod jménem Petzl-Charlet Moser.

## Petzl team
Petzl team je skupina zkušených lezců, kteří se řadí do světové špičky. Nejvýznamnější členové Petzl teamu:
- Josune Bereziartu
- Francois Damlano
- Daniel Du Lac
- Dave Graham
- Lynn Hill
- Alexander Huber
- Robert Jasper
- Olivier Testa
- Chris Sharma